# Consell de la Nació Navajo
El Consell de la Nació Navajo (diné Béésh bąąh dah siʼání) és el poder legislatiu del govern de la Nació Navajo. Com s'estableix en el Codi Nacional Navajo, "El Poder Legislatiu estarà integrat pel Consell de la Nació Navajo i qualsevol entitat establerta sota el Consell de la Nació Navajo. El Poder Legislatiu no podrà ser modificat sense l'aprovació de la majoria de tots els electors registrats navajo mitjançant un referèndum."
Té 24 membres elegits pels 110 capítols que componen la Nació Navajo. Està presidit per un portaveu que és elegit pel consell. El consell es reuneix almenys quatre vegades a l'any a la capital de la Nació Navajo, Window Rock. Els delegats del consell representen als seus respectius capítols quan el consell està en sessió; les qüestions relacionades amb els seus capítols s'analitzen i s'aprova una nova legislació.

## Història

### Naachʼid
Els Diné crearen reunions cerimonials anomenades Naachʼid que es reunien cada 2-4 anys o en casos d'emergència. El govern tradicional navajo s'organitza entorn dels principis de Hózhǫ́ǫ́jí dóó Hashkééjí o aspectes de criança i protecció del bon govern. Els clans escollien dos representants per a assistir a aquestes assemblees. El propòsit d'aquesta cerimònia era per protegir i nodrir els Diné. Un individu que fos seleccionat per participar en aquest consell era anomenat naalchʼid. El Hashkééjí Naatʼááh, traduït com a cap de guerra, protegit al poble de qualsevol amenaça, dels poders negatius i de si mateixos a mesura que s'allunyen dels principis de Hózhǫ́ǫ́jí. El Hózhǫ́ǫ́jí Naatʼááh, o cap de la pau, nodria l'individual, ajudant a la gent a viure d'acord amb els principis de kʼé, per a auxiliar a la comunitat a mantenir les seves relacions amb tota la creació.

### L'actual consell

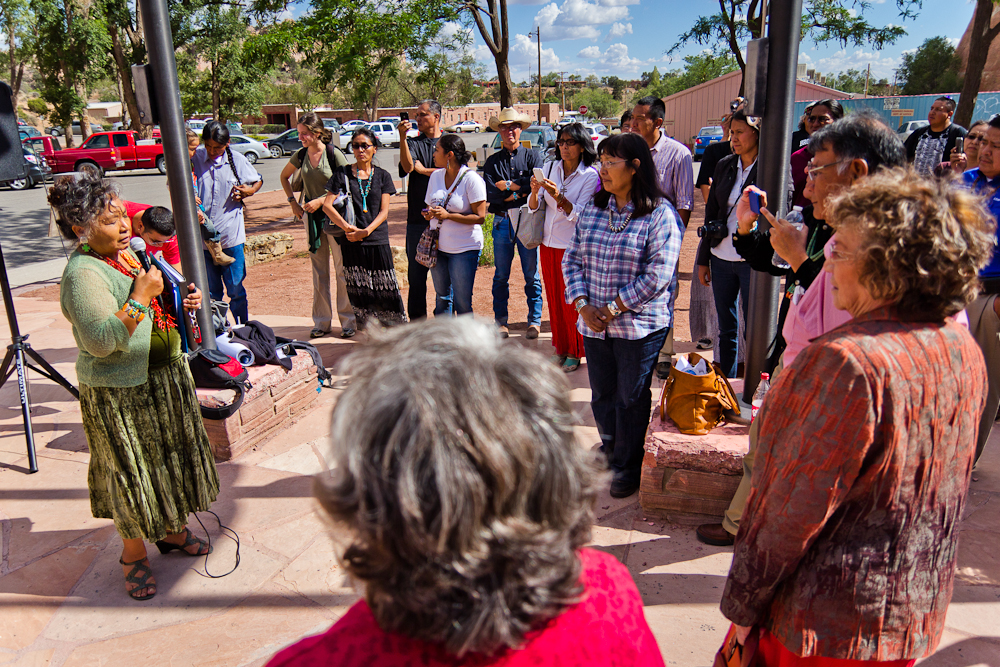
La delegada del Consell Navajo Katherine Benally [esquerra] parlant de la seva constituència després de la derrota de la proposta Navajo-Hopi Little Colorado River Water Rights Settlement Act.

El Consell Empresarial Navajo fou creat en 1922 pel Secretari d'Interior dels Estats Units per tal de certificar els arrendaments minerals en la reserva navajo. Durant la seva primera reunió, el Consell va accedir a la pressió dels Estats Units per concedir a les petrolieres l'ús de la terra. A canvi, a la Nació Navajo se li va prometre més terres que podrien ser utilitzades per l'agricultura de subsistència i el pasturatge d'ovelles. Aquest primer consell va ser encapçalada per Henry Chee Dodge. Després de negar-se a adoptar la Llei de Reorganització Índia del Comissionat d'Afers Indígenes John Collier de 1934, el Consell Tribal Navajo es va reformar en 1937. El nom Consell de la Nació Navajo o, de vegades Consell Tribal de la Nació Navajo va entrar en ús el 1989. El canvi de nom es va produir amb la II Esmena de 1989 que va establir un sistema de govern de tres poders. Això va crear una clara divisió de poders executiu i legislatiu mitjançant la introducció de dues noves posicions com a líders de la branca executiva, el president i el vicepresident, i el nou títol de la direcció del Consell, el president del Consell. Fins a 1984, el Consell i la Nació Navajo havien estat recolzats pel finançament de la riquesa de recursos naturals a la reserva, però el 1984 el Consell va establir el fideïcomís permanent en la qual es dipositava cada any el 12% dels total d'ingressos. Fins a 2004 no es va poder accedir als fons del fideïcomís.

#### Poders
El Consell de la Nació Navajo es reserva tots els poders delegats i tots els poders no delegats. El Consell de la Nació Navajo tindrà tots els poders per disciplinar i/o regular la conducta dels seus membres, incloent la remoció. El Consell de la Nació Navajo tindrà l'autoritat per promulgar normes, reglaments i procediments per a la realització de les seves reunions i el dels seus comitès. El Consell de la Nació Navajo confirmarà els nomenaments de tots els directors de divisió per recomanació del comitè de supervisió apropiat. El Consell de la Nació Navajo establirà comissions permanents del Consell i delegarà aquesta autoritat a les comissions que consideri necessàries i convenients per a tals comitès per executar les propostes delegades.

## 22è Consell (2011-2015)
El 24 de gener de 2011 el delegat Johnny Naize (Blue Gap-Tachee/Cottonwood-Tselani/Low Mountain/Many Farms/Nazlini) fou nomenat president, un càrrec de dos anys.

## 21è Consell (2007-2011)
El 21è Consell de la Nació Navajo fou convocat immediatament després del jurament del segon terme del sisè president de la Nació Navajo, Joe Shirley, Jr., amb el vicepresident electe Ben Shelly.
El president durant dos mandats del Consell de la Nació Navajo, Lawrence T. Morgan, es postulà per a un tercer mandat contra el delegat de Fort Defiance Harold Wauneka en una segona volta. El president Morgan va assolir la tercera victòria consecutiva, com a President del 21è Consell de la Nació Navajo.
El 2009el president Morgan es presentà un cop més a la reelecció per dirigir el Consell de la Nació Navajo. Morgan ha servit un total de 4 termes com a president, el primer a fer-ho.
El president de la Nació Navajo Joe Shirley, Jr. es va dirigir al Consell de la Nació Navajo en el discurs anual de l'Estat de la Nació Navajo el 24 de gener de 2005 i presentà la seva convicció de desenvolupar un nou document de govern de la Nació Navajo. El president Shirley, qui va fer campanya per tornar el govern als Diné sopar reformant el govern, va afirmar que el document ha d'establir l'estructura i l'autoritat d'un Govern central.

### Reducció del Consell de la Nació Navajo
El 15 de desembre de 2009 els membres tribals votaren reduir el Consell Tribal Navajo de 88 a 24 membres, i la Cort Suprema de la Nació Navajo ordenà l'execució immediata de la redistribució de districtes en una decisió del 28 de maig de 2010. L'11 de gener de 2011, el Consell de 24 membres va arribar al poder i va començar la reestructuració del Poder Legislatiu.

### Ús de fons discrecionals del Consell
A l'octubre de 2010 un grup de funcionaris tribals navajo van ser acusats en una investigació d'apropiar-se de fons per suborns tot just unes setmanes abans de les eleccions de novembre. Tots ells es van declarar innocents dels càrrecs tribals de frau, conspiració i robatori. Cada càrrec era delicte menor amb una pena de fins a un any de presó i 5.000 $ si eren declarats culpables.

#### Antecedents
La Nació Navajo va fer un contracte d'1.900.000 dòlars amb OnSat Network Communications Inc., "OnSta," el 2001 per proporcionar serveis d'Internet als 110 capítols, que es va disparar fins a 32.000.000 $ el gener de 2006.
Una auditoria tribal de 2007 va trobar que OnSat havia cobrat en excés pel servei i que la tribu no havia complit amb les normes de contractació o d'un procés de licitació per seleccionar OnSat. OnSat posà la seva participació en el programa federal E-rate en greu perill. El programa reemborsà entre el 85 i el 90 per cent de les despeses dels serveis d'Internet a les sales capitulars de la tribu, que funcionen igual que els governs de la ciutat. Les sales capitulars perderen el servei a través OnSat el 2008 per manca de pagament.
Biochemical Decontamination Systems, "BCDS," fou considerada una altra aventura empresarial fallida de la Nació Navajo. La tribu va invertir 300.000 $ en l'empresa en 2003 i va mantenir una participació del 51 per cent. Una garantia de préstec a l'empresa per una expansió planificada en última instància li va costar a la Nació Navajo 2 milions $. El préstec provenia d'un fons tribal usat com a garantia per a petites empreses.

#### Fons discrecionals
Qualsevol membre de la tribu Navajo pot demanar ajuda financera a un sol legislador navajo cada sis mesos, d'acord amb la política, que s'ha modificat en els darrers anys per excloure un límit en la quantitat que un individu podia rebre.
El consell i l'Oficina del President i vicepresident van rebre milions de dòlars a l'any a través dels crèdits pressupostaris suplementaris per repartir entre els navajos d'edat avançada en renda fixa, estudiants universitaris, organitzacions que ho necessiten o navajos a la recerca de finançament d'emergència.
Les denúncies de pagaments indeguts dels legisladors als familiars dels empleats del poder legislatiu havien plantejat seriosos dubtes sobre si alguns funcionaris electes havien traït la confiança del públic, d'acord amb la Procuradoria General de Navajo. L'oficina de l'Auditoria Tribal Navajo també va iniciar una revisió exhaustiva de tots els fons discrecionals concedits al consell i a les oficines del president.

#### Investigació
En desembre de 2009 el Consell Tribal de la Nació Navajo nomenà originalment un fiscal especial en 2009 per examinar la relació del president de la Nació Navajo Joe Shirley Jr amb dues empreses que operaven a la reserva. El Fiscal general Luis Denetsosie va ordenar que la investigació se centrés en la relació contractual de la tribu amb una companyia d'internet per satèl·lit amb seu a Utah, OnSat Network Communications Inc, amb una garantia de préstec de 2,2 milions de dòlars a BCDS Manufacturing Inc, i els pagaments del fons discrecionals del Consell de la Nació Navajo als familiars de diversos empleats de la branca legislativa.
La Divisió Especial de la Cort de Districte de Window Rock nomenà el fiscal el gener de 2010 i començà a treballar a començaments de febrer d'aquell any després que el panell de tres jutges va examinar tres aplicacions el 20 de gener de 2010. Alan Balaran va ser contractat com a fiscal especial i va començar a realitzar la seva funcions. Balaran, qui va exercir com a mestre especial designat pel tribunal en el cas del fideïcomís Cobell, estarà sota la jurisdicció de la divisió especial, ha afegit Denetsosie.
Més tard, aquestes obligacions es van ampliar per incloure un programa de ranxo tribal, i els fons discrecionals donats a les oficines del president tribal i del vicepresident.

#### Les denúncies penals contra el Consell Tribal Navajo
Les denúncies van ser anunciades durant la sessió de tardor d'una setmana del Consell Tribal a Window Rock i just abans de les eleccions de 2 de novembre en què gairebé tres dotzenes de legisladors es trobaven en disputa electoral. La policia va servir a alguns delegats les denúncies just abans que es va reunir el quart dia de la sessió de tardor de 2010 a la capital tribal de Window Rock.

#### Reacció
En novembre de 2010 el Consell de la Nació Navajo, descontent amb l'enfocament del fiscal especial dels fons per suborns del poder legislatiu, va organitzar la retirada de diverses persones que en considerava responsables d'alguna manera.
El 4 de novembre de 2010, el Consell va votar 42-0 amb l'abstenció de dos delegats ordenar la legislació que acabés el fiscal general Luis Denetsosie i el fiscal general adjunt D. Harrison Tso.
El 23 de desembre el consell s'oposà a la remoció del Fiscal General per 3-65 vots. Un projecte de llei separat per eliminar el fiscal general mai va ser presentat per a la seva discussió.

### Presidents del Consell de la Nació Navajo
- Nelson Gorman Jr. (Chʼínílį́)
- Kelsey Begaye (Kʼaiʼbiiʼtó)
- Edward T. Begay (Kinłitsosinil)

### Notables delegats del consell
- Orlanda Smith Hodge (Cornfields, Greasewood, Klagetoh and Wide Ruins Chapters)
- Leonard Tsosie (Whitehorse/Torreon//Náhodeeshgiizh Chʼínílíní)
- Kenneth Maryboy (Tʼáá Bííchʼį́įdii/Tsé Łichííʼ Dahazkání//Naakaii Tó/Sweet Water/ TeecNosPos)
- Davis Filfred (Tʼáá Bííchʼį́įdii/Tsé Łichííʼ Dahazkání//Naakaii Tó)
- Young Jeff Tom (Mariano Lake/Tsin Názbąs)
- Lorenzo Bates ( Doo Alkʼahii)
- Larry Anderson Sr. (Tséhootsooí)
- Councilmen George Arthur (San Juan, Burnham, Nahenezad)
- Ray Berchman (St. Michael/Oaksprings)
- Ervin Keeswood (Tse Daakaan)
- Hope MacDonald-Lonetree (Tuba City/Coalmine Canyon)
- Johnny Naize (Tselani/Cottonwood/Nazlini)
- Harold Wauneka (Tséhootsooí)
- Lorenzo Curley (Nahata Dziil/Lupton/Houck)
- Katherine Benally (Dennehotso)
- Mark Maryboy (Ret.) (Tʼáá Bííchʼį́įdii/Tsé Łichííʼ Dahazkání//Naakaii Tó)